# 石龕寺
石龕寺（せきがんじ）は、兵庫県丹波市山南町岩屋にある高野山真言宗の寺院。山号は岩屋山。本尊は毘沙門天。岩屋寺（いわやでら）とも称される。高源寺、円通寺とともに「丹波紅葉三山」の1つとして知られる。もみじの寺、足利氏の寺、仁王像の寺としても知られる。竹林山常勝寺（天台宗）、萬松山慧日寺（臨済宗）とともに山南三山の一つでもある。

## 歴史
寺伝によると、用明天皇2年（587年）に聖徳太子が蘇我馬子と共に物部守屋と戦った際、太子は自ら毘沙門天像を刻んで兜の真甲に頂いた。そして、見事に合戦に勝利するや、毘沙門天像は空高く飛んでどこかに行ってしまった。太子はその毘沙門天を探すために諸国を回ると、この地の山の頂に瑞雲がたなびいているのを発見し山に入ると、探していた毘沙門天が石龕の中にあった。そこで太子はその石龕の横に一宇を設けたという。これが石龕寺の始まりであるとしている。
石龕寺の「龕」とは、仏像などを安置する厨子や壁面の窪みを意味している。現在の本堂から山上約800ｍに奥の院があり、そこにある石窟が石龕寺の寺号の由来となっているものである。
仁王門の金剛力士像（仁王像）は、慶派の肥後別当定慶（康運）によって仁治3年（1242年）に制作された仏像で重要文化財に指定されている。鎌倉時代から室町時代に隆盛を極める。

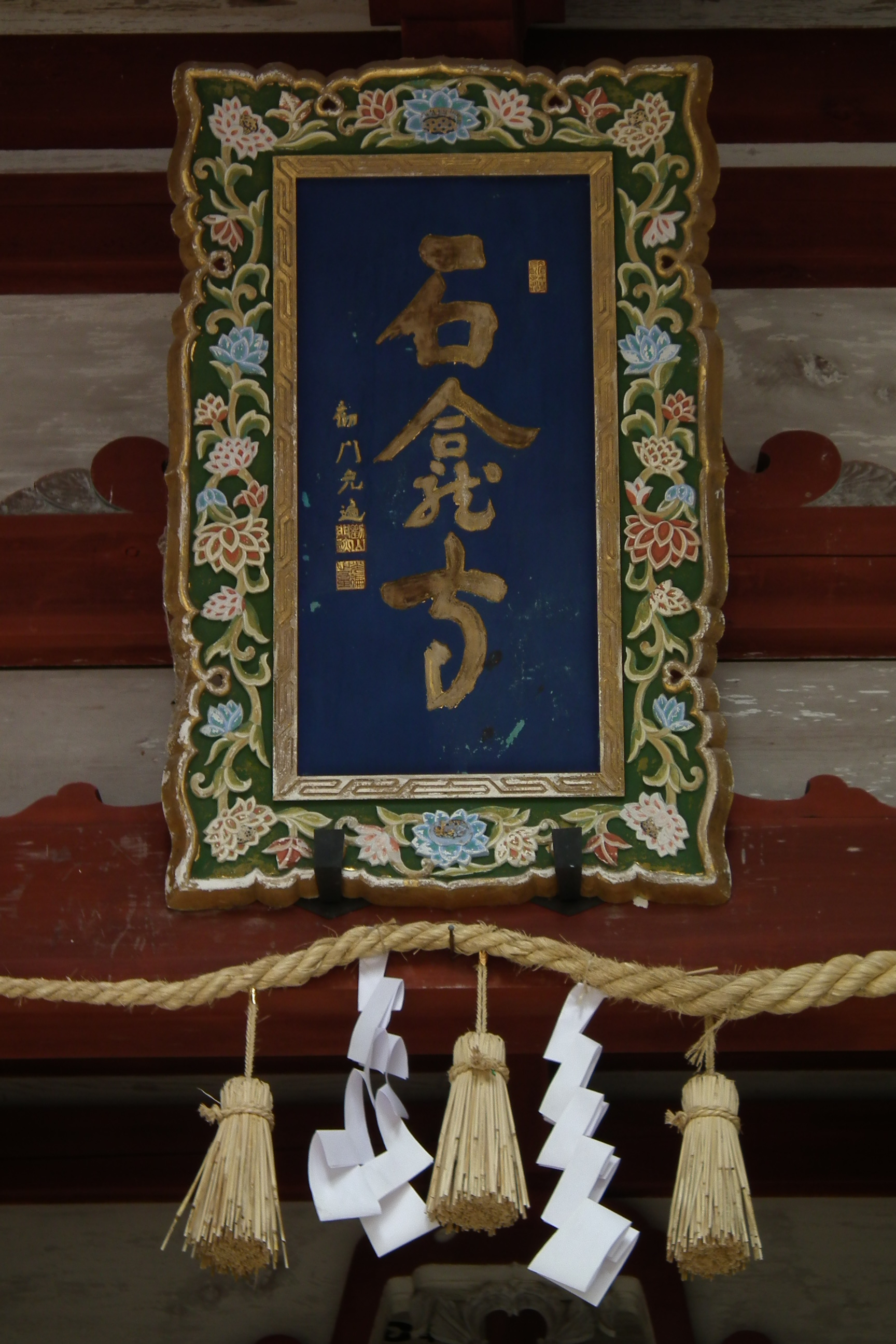
仁王門扁額

南北朝時代、足利尊氏とその弟直義の争いである観応の擾乱にて尊氏が敗れ、一時、京都から播磨国に逃れる際に、嫡子義詮に仁木頼章、義長兄弟を添えて2000騎を当地に留めた。この時、石龕寺の僧が義詮に丹波栗を献上すると義詮はその一つに爪痕を付け、
「都をば 出て落ち栗の 芽もあらば 世に勝ち栗と ならぬものかは」（もしこの栗が芽を出せば、都に出て天下を取ったものと思ってくれ）
という歌を添え、栗を植え立ち去った。その後、首尾よくその通りとなったため、この近辺で採れる栗は「爪あと栗」または「ててうち栗」と呼ばれるようになったという。
南北朝時代から室町時代になると、石龕寺の修験者達の活動が知られるようになる。彼等は熊野先達として近隣の村々から旦那を引き連れて紀伊国にある熊野本宮に向かったようで、「熊野本宮大社文書」の中に残された、南北朝・室町時代から戦国時代にかけての御師文書の中に、石龕寺先達として法忍坊（応安2年〈1369年〉）、実行坊（応安7年〈1374年〉）、宝泉坊（同年）、教善坊（嘉慶2年〈1388年〉）、乗泉坊（明徳4年〈1393年〉）、実行坊（同年）、尾崎坊（応永22年〈1415年〉）、福聚院（応永25年〈1418年〉）、西芳院（永享10年〈1438年〉）、井坊（康正3年〈1457年〉前後か）などの坊名・院名が散見される。
戦国時代には織田信長の命を受けた明智光秀による丹波攻略軍の攻撃を受け、天正7年（1579年）に兵火により全山ことごとく焼失し、山門を残すのみとなった。
江戸時代以降に徐々に復興するが、宝暦13年（1763年）に現在奥の院がある地にあった本堂が焼失し、安永7年（1778年）に現在地に移転して再建された。
1994年（平成6年）には奥の院の整備が行われている。
本堂の西には仁治2年（1241年）創建の焼尾神社があり、石龕寺の鎮守として弁才天が祀られていたが、明治時代の神仏分離により市杵島比売命を祀ることとなった。弁才天像は石龕寺に保管されることとなったが、現在でも祭神は弁財天であるとする信仰があり、弁才天の幟が立てられる。幸運、財宝、福徳の神として作家、音楽家、歌手、俳優に人気があるという。
本堂前の石段左手の中国原産スギ科「コウヨウザン」は高さ37mで県下最大。客殿前の谷の「大槽（おおぶね）谷の水」は、聖徳太子が毘沙門天像を洗い、水面が常に黄金に輝いていたとの伝説があり古来名水、霊水として知られる。
境内にはもみじが多く、毎年11月第3日曜日には「足利氏ゆかりの石龕寺もみじ祭り」が行われ、護摩供養、武者行列などの行事が催されて多くの参拝客で賑わいを見せる。

## 境内
- 本堂 - 安永7年（1778年）再建。宝暦13年（1763年）に焼失するまでは現在奥の院となっている場所に建っていた。
- 薬師堂
- 焼尾神社 - 祭神：市杵島比売命。しかし、地元では信仰上は祭神を弁財天としている。
- 庫裏
- 客殿
- 土蔵
- 弘法大師像
- 仁王門 - 金剛力士像（重要文化財）は、仁治3年（1242年）に肥後別当定慶（運慶の次男・康運）が作製したものである。

### 奥の院
石龕寺の発祥とされる地であり、かつての本堂があった場所である。本堂から徒歩約20分の岩屋山中腹の高台にあり、石窟に毘沙門天が祀られている。見晴らしのよい高台に鐘楼が建ち、自動鐘つき装置が設置されている。鐘楼から奥の院へは参道の両側に石灯籠が立ち並び、拝殿まで続く。近くには足利義詮の将軍屋敷跡などもある。奥の院から頭光嶽（439ｍ）を経て金屋鉱山跡から鉄平石の採取できる石戸山（548.8m）に至る。
- 石窟 - 毘沙門天を祀る。
- 拝殿 - 1994（平成6年）建立。
- 鐘楼 - 1994（平成6年）建立。
- 役の行者像
- 地蔵堂 - 1994（平成6年）建立。
- 将軍屋敷跡 - 足利義詮が一時住まいとしていた屋敷跡。

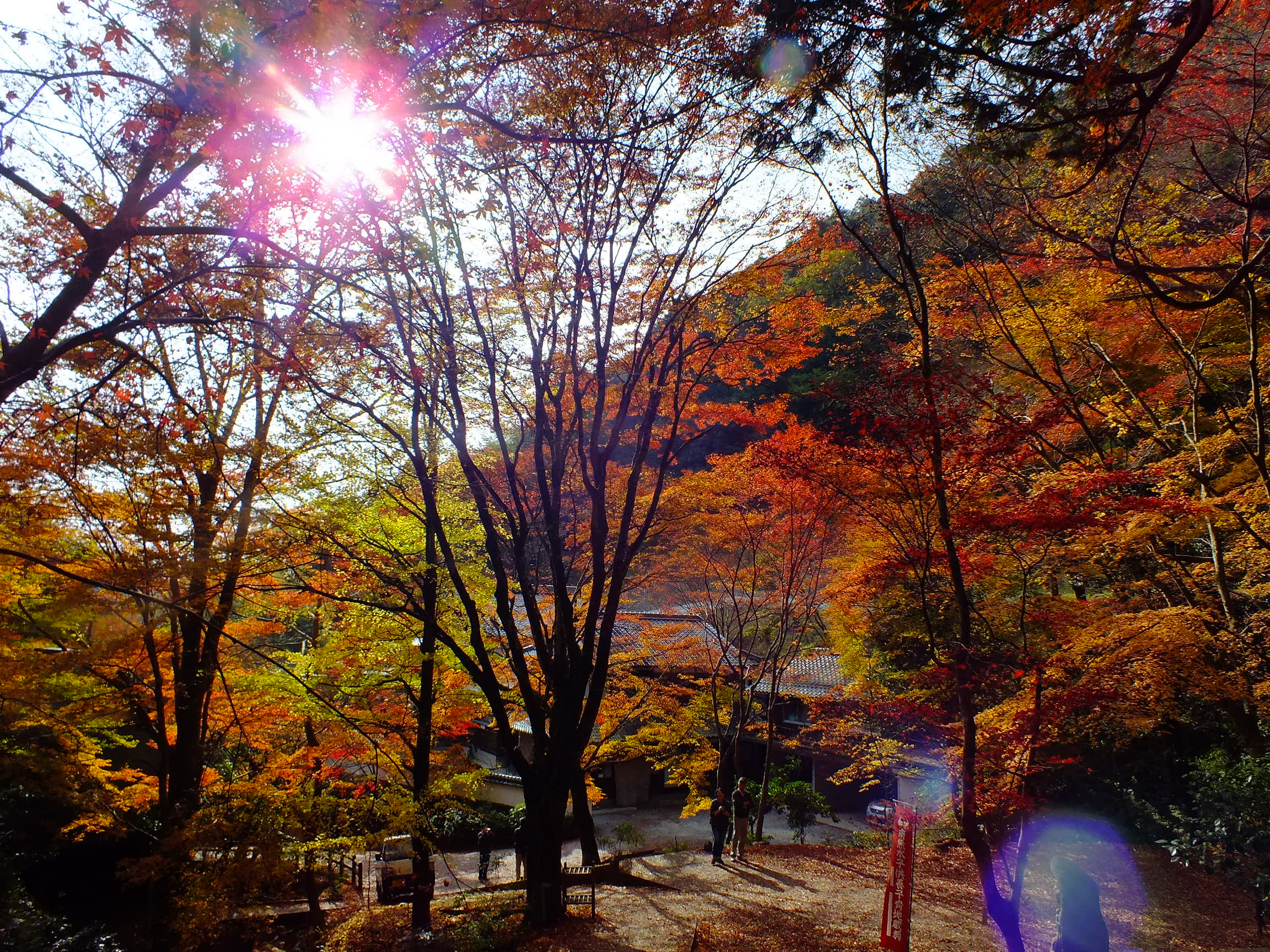
紅葉の寺としても知られる
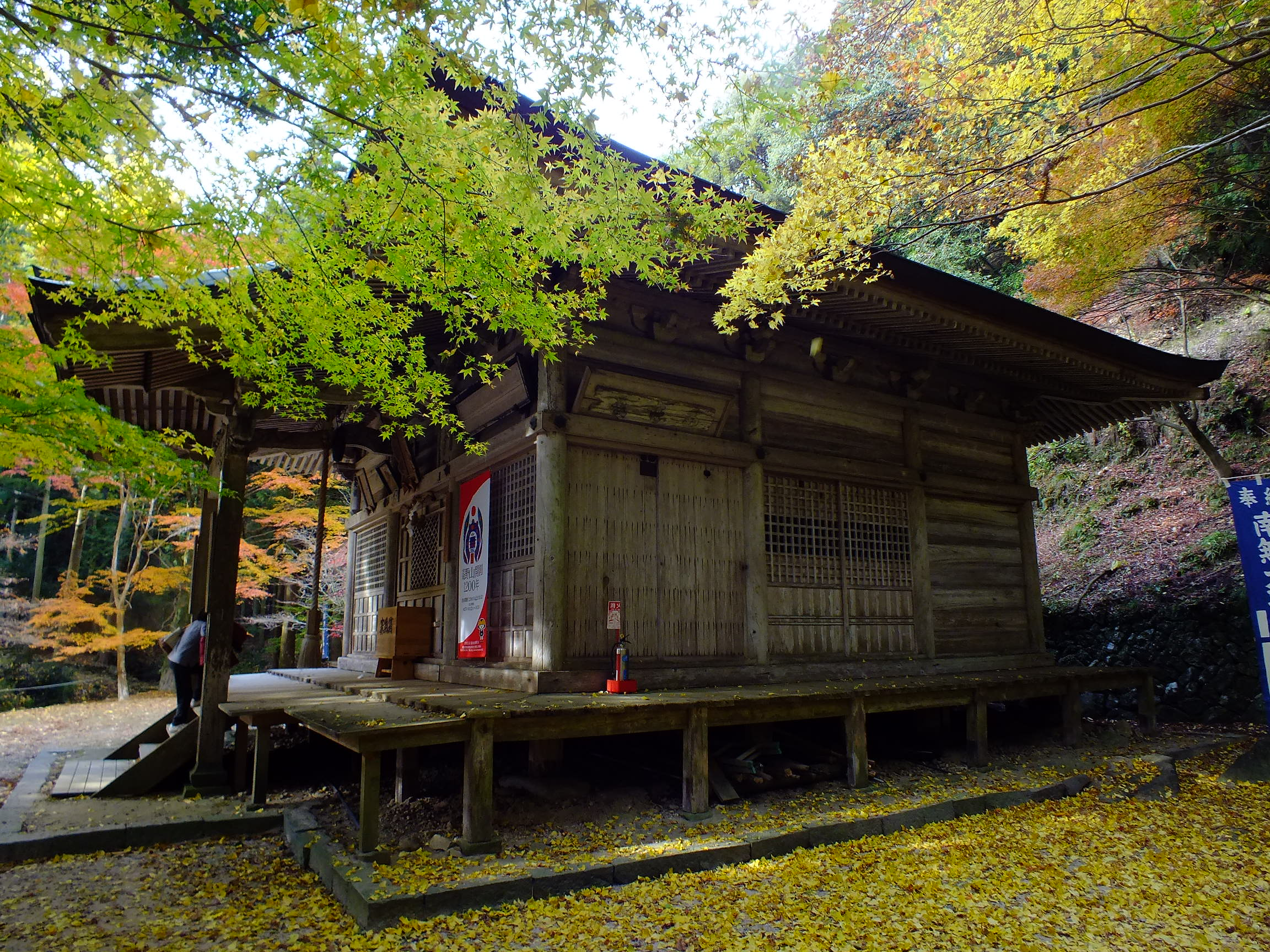
本堂（修復前）
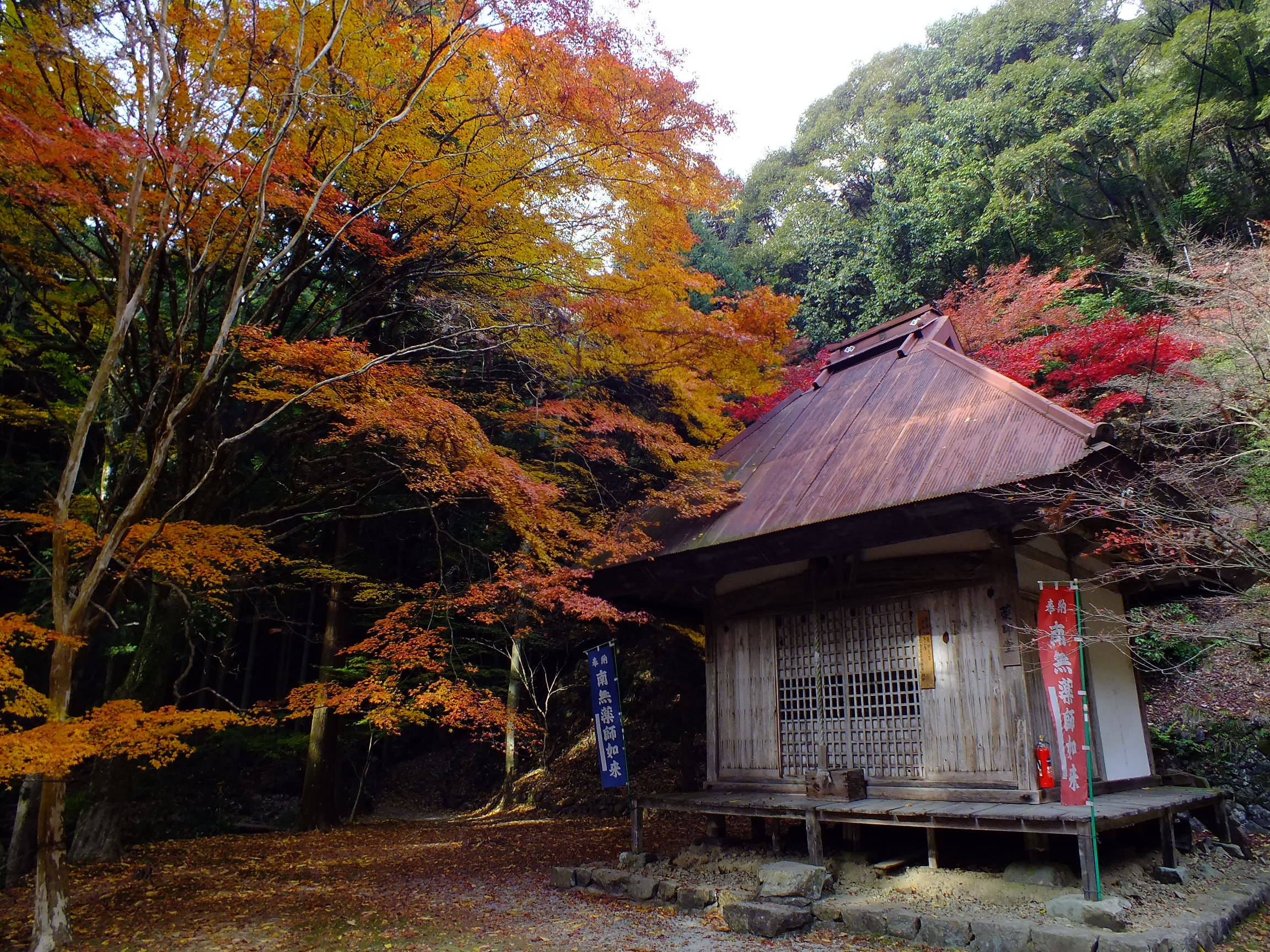
薬師堂（修復前）

## 紅葉の時期の石龕寺

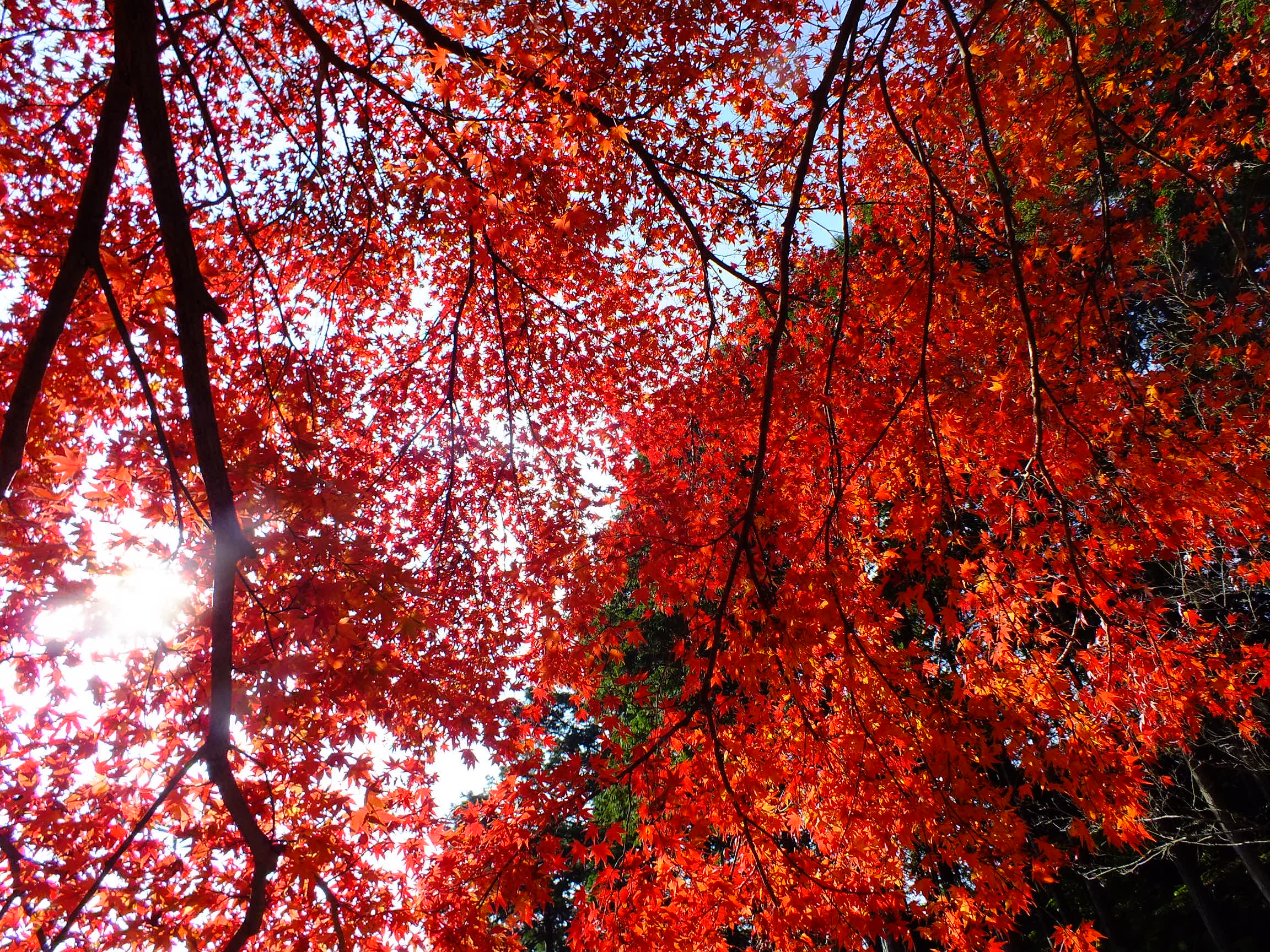
参道からモミジが立ち並び11月中旬には境内まで深紅に染まる。
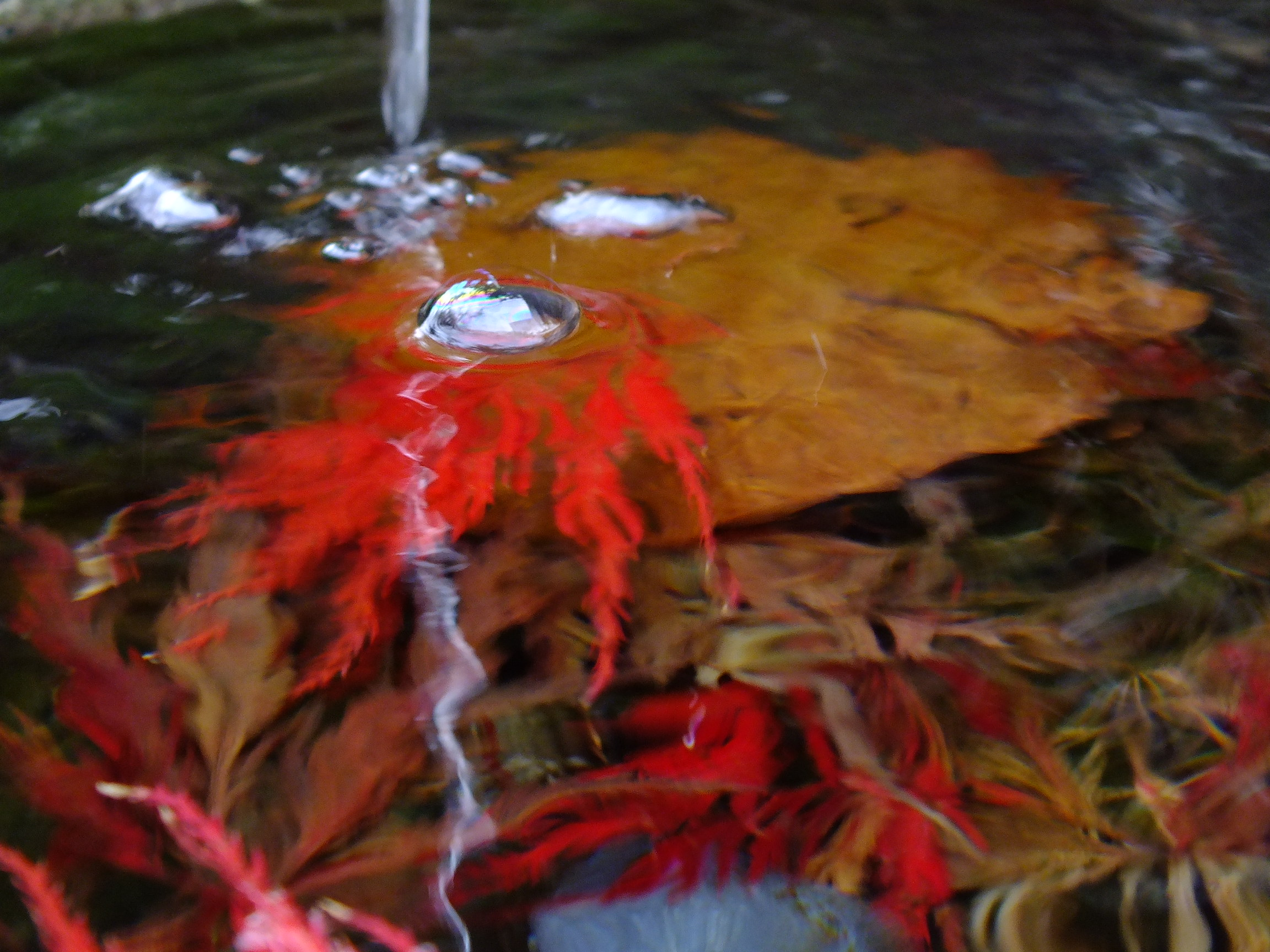
「丹波市観光100選」もみじの名所部門に選定されている。
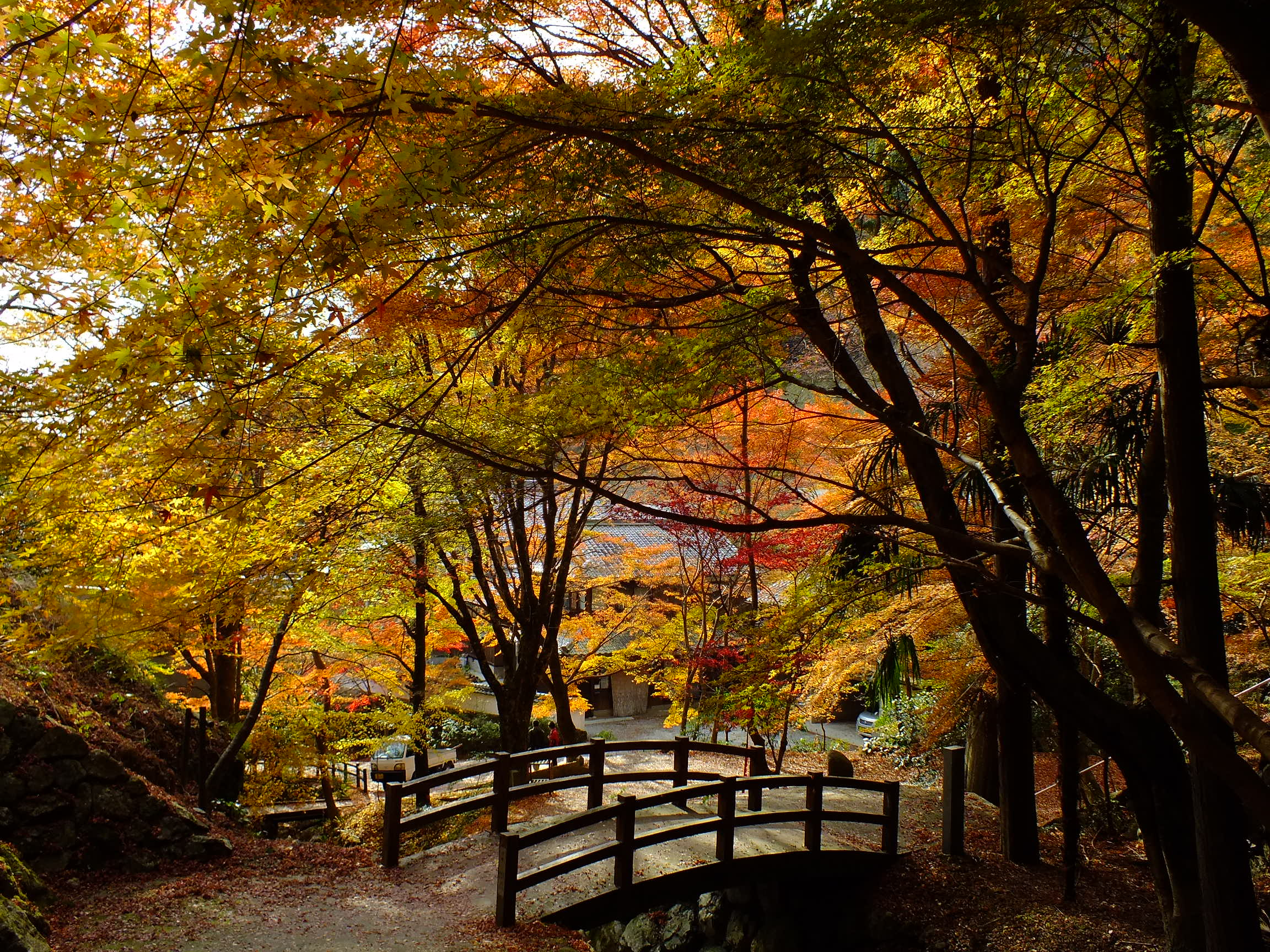
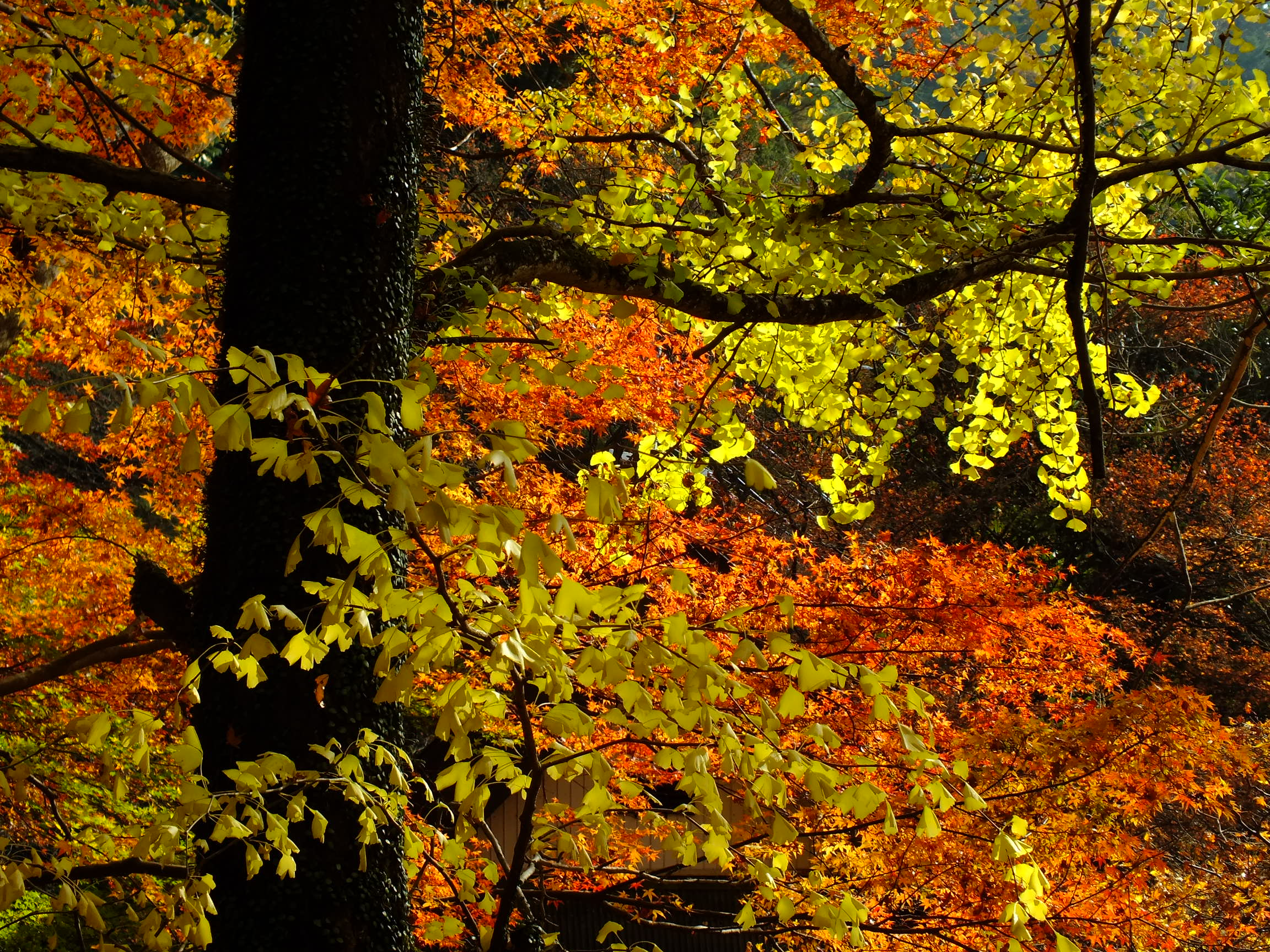
モミジとイチョウ

## 文化財

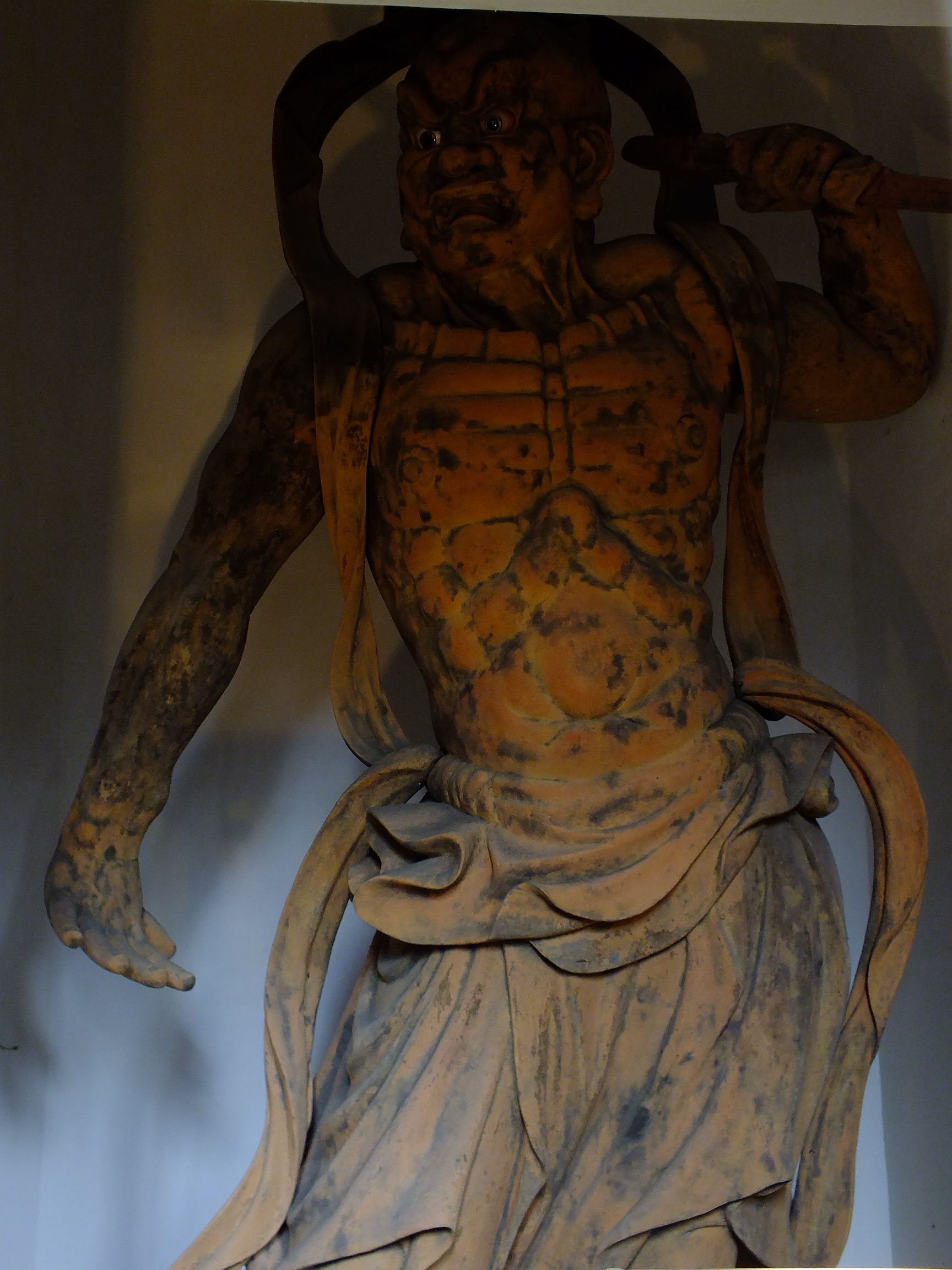
木造金剛力士立像

### 重要文化財
- 木造金剛力士立像 2躯

### 兵庫県指定有形文化財
- 鰐口 1口
- 石龕寺扁額 1面 - 仁王門に掛かる。
- 金剛鈴 3口
- 両界曼荼羅版木 1枚
- 石龕寺町石 30基

### 丹波市指定有形文化財
- 木造不動明王坐像
- 一石五輪塔
- 懸仏 1面
- 石仏 10基
- 石造十三仏 1基
- 鰐口 1口
- 足利尊氏御教書 2通

### 丹波市指定有形民俗文化財
- ててうち栗由来版木 3枚

## 郷土記念物

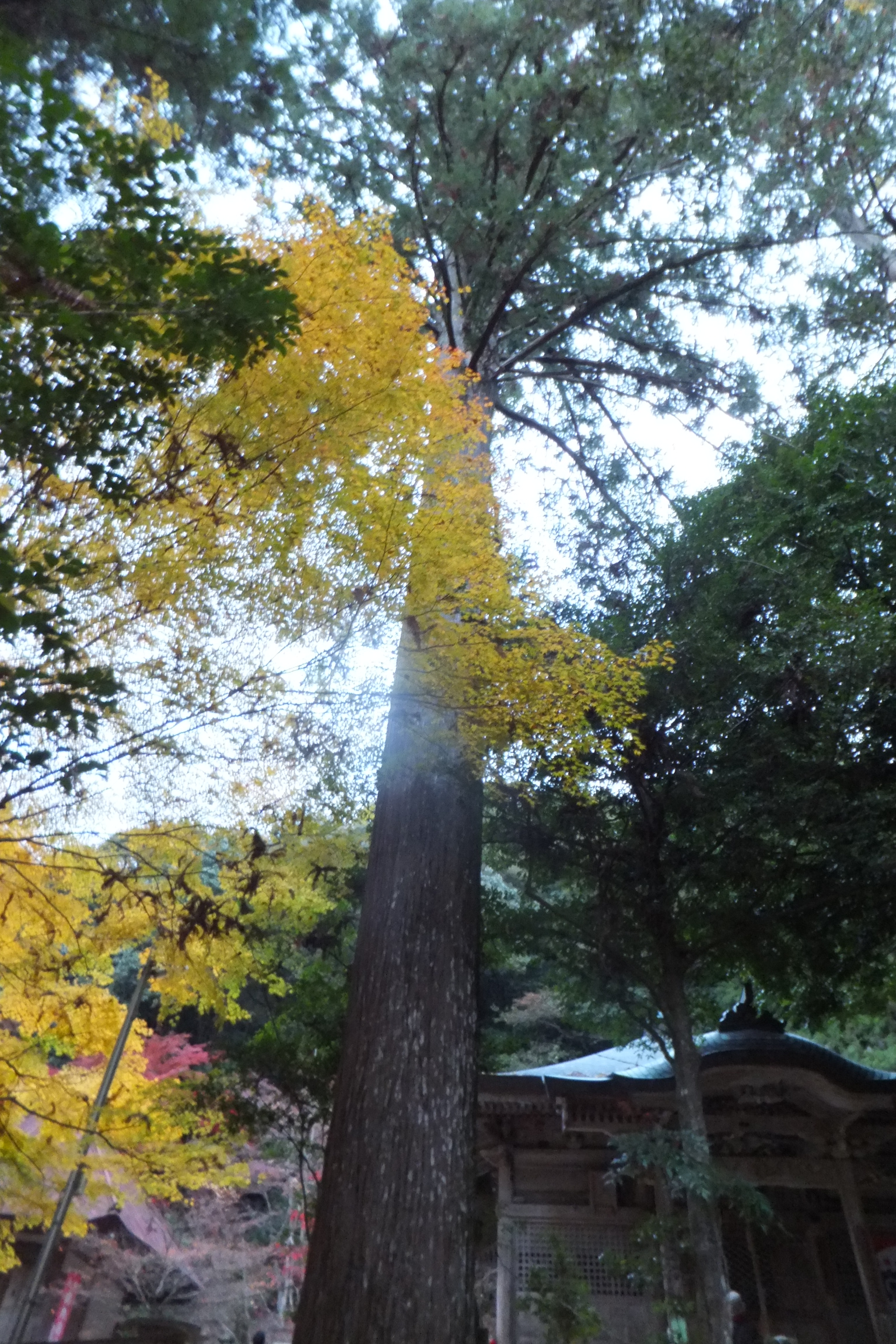
境内にあるコウヨウザン

- コウヨウザン 1本（1995年（平成7年）3月31日 兵庫県）- コウヨウザンとしては県下最大。

## 前後の札所
氷上郡西国霊場
12 常勝寺　-　13 石龕寺　-　14 也足寺
丹波古刹15ヶ寺霊場
4 常勝寺　-　5 石龕寺　-　6 達身寺